# 1999 (アルバム)
『1999』は、プリンスによる1982年のアルバム。

## 解説
プリンスの1982年発表の代表作である。
全米で400万枚、全世界で700万枚を売り上げたこのアルバムからは、Little Red Corvette（Billboard Hot 100:最高位6位）、1999（同44位）、Delirious（同8位）がシングルカットされ、全米チャートで初のトップ10入りを遂げた。同時にMTVではじめてプロモーションビデオが放映された黒人アーティストとして、マイケル・ジャクソンとともに名を連ねることになる。なお、本作のCDは1枚で発売されたため、収録時間の都合上、1980年代から1990年代にかけて発売されていたCDからは「D.M.S.R.」が削られている。
『ローリング・ストーンの選ぶオールタイム・ベストアルバム500』では130位にランクされている。
タイトル曲は、1999年にプリンス自身のリメイクにより、ニューマスター盤シングルとして発売された。

## 収録曲
全ての作曲、編曲：プリンス

### 現行版CD
1. "1999" – 6:15
2. "Little Red Corvette" – 5:03
3. "Delirious" – 4:00
4. "Let's Pretend We're Married" – 7:21
5. "D.M.S.R." – 8:17
6. "Automatic" – 9:28
7. "Something in the Water (Does Not Compute)" – 4:02
8. "Free" – 5:08
9. "Lady Cab Driver" – 8:19
10. "All the Critics Love U In New York" – 5:59
11. "International Lover" – 6:37

- CD化された初期の頃のプレス盤では5曲目の「D.M.S.R」は未収録。

### 2枚組アナログ
Side one
1. "1999" – 6:15
2. "Little Red Corvette" – 5:03
3. "Delirious" – 4:00

Side two
1. "Let's Pretend We're Married" – 7:21
2. "D.M.S.R." – 8:17

Side three
1. "Automatic" – 9:28
2. "Something in the Water (Does Not Compute)" – 4:02
3. "Free" – 5:08

Side four
1. "Lady Cab Driver" – 8:19
2. "All the Critics Love U In New York" – 5:59
3. "International Lover" – 6:37

### 1枚組アナログ
- 1部地域で発売された1枚組に短縮されたヴァージョン。

Side one
1. "1999" – 6:15
2. "Little Red Corvette" – 5:03
3. "Delirious" – 4:00
4. "Free" – 5:08

Side two
1. "Let's Pretend We're Married" – 7:21
2. "Something in the Water (Does Not Compute)" – 4:02
3. "Lady Cab Driver" – 8:19

### ニューマスター盤
1. "1999 {The New Master" - 7:10
2. "Rosario {1999" - 1:19 - 「Little Red Corvette」のイントロが繰り返され、女性の語りが入る。
3. "1999 {The Inevitable Mix" - 5:46
4. "1999 {Keep Steppin'" - 4:33
5. "1999 {Rosie & Doug E. In A Deep House" - 6:23
6. "1999 {The New Master (Single Edit)" - 4:31
7. "1999 {Acapella" - 5:10

## チャート
- "1999" (#12 U.S., #4 R&B, #25 UK)

1. "1999"
2. "How Come U Don't Call Me Anymore?" – 3:51 (B-side "1999 (song)|1999")

- "Little Red Corvette" (#2 U.S., #15 R&B, #54 UK)

1. "Little Red Corvette"
2. "All the Critics Love U In New York"

- "Delirious" (#8 U.S., #18 R&B)

1. "Delirious"
2. "Horny Toad"

- "Let's Pretend We're Married" (#52 U.S., #55 R&B)

1. "Let's Pretend We're Married"
2. "Irresistible Bitch"

- "Automatic" (AUS)

1. "Automatic"
2. "Something In the Water (Does Not Compute)"